# Samsung Galaxy S24

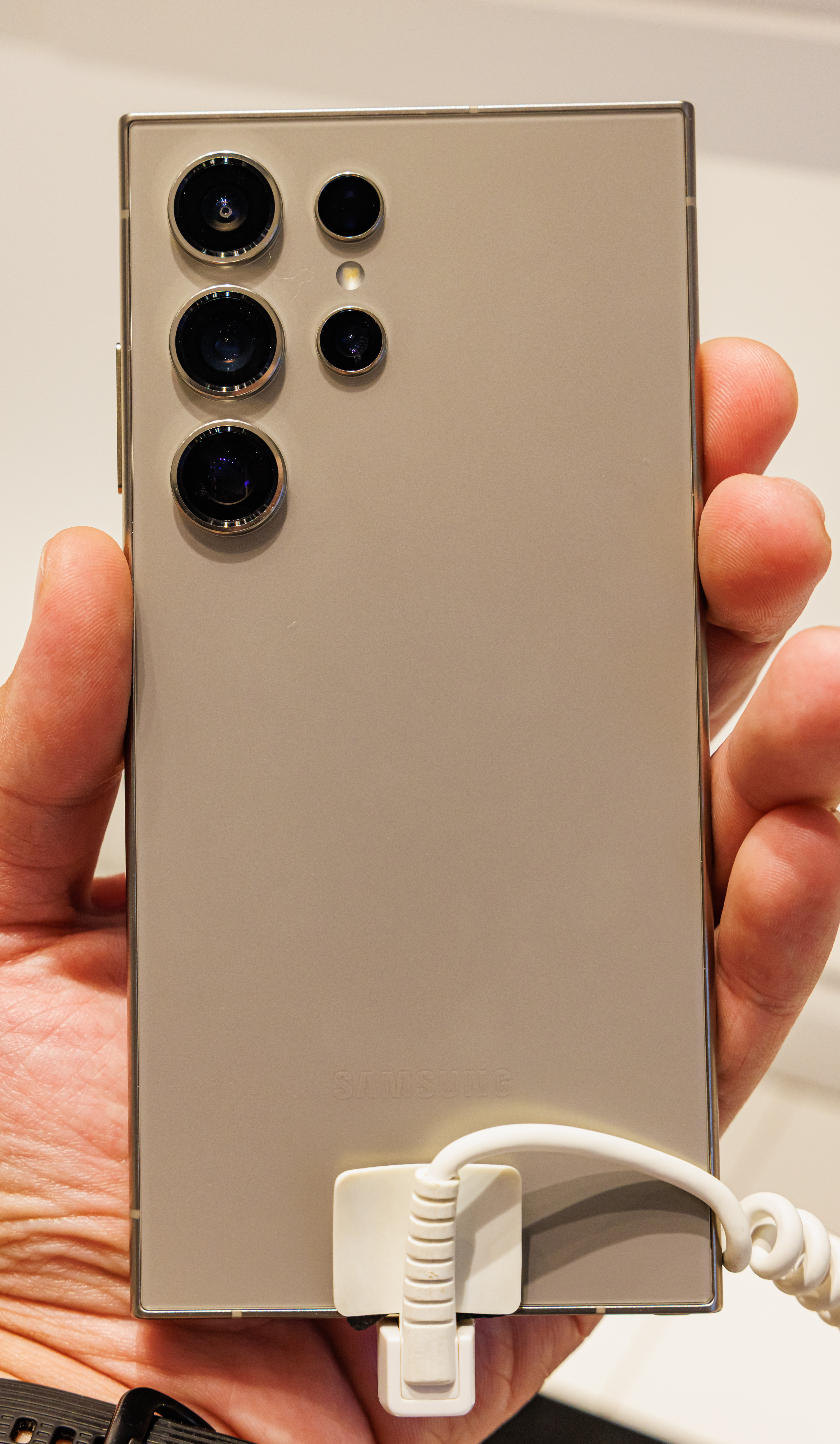
Samsung Galaxy S24 Ultra

Samsung Galaxy S24 là điện thoại thông minh cao cấp chạy hệ điều hành Android thuộc dòng Galaxy S series được thiết kế, sản xuất và bán ra bởi Samsung Electronics. Dòng điện thoại này là sự kế thừa của Galaxy S23 series và được công bố vào ngày 17 tháng 1 năm 2024, tại Galaxy Unpacked 2024 ở San Jose, California.

## Lịch sử
Samsung Galaxy S24, S24+ và S24 Ultra được ra mắt vào ngày 17 tháng 1 năm 2024.

## Tổng quan
Galaxy S24 series bao gồm ba thiết bị có cùng dòng sản phẩm và kích thước màn hình như Galaxy S23 trước đó. Galaxy S24 có màn hình phẳng 6.2-inch (155 mm). Galaxy S24+ có phần cứng tương tự ở dạng lớn hơn 6.7-inch (168 mm). Đứng đầu dòng sản phẩm, Galaxy S24 Ultra có màn hình phẳng 6.8-inch (173 mm). S24 và S24+ được trang bị Snapdragon 8 Gen 3 tại Hoa Kỳ, Trung Quốc và Úc. Và Samsung Exynos 2400 được trang bị ở phần còn lại của thế giới bao gồm cả Hàn Quốc, trong khi S24 Ultra được trang bị Snapdragon 8 Gen 3 ở mọi thị trường.

## Thiết kế
Samsung Galaxy S24, S24+ hiện có bảy màu: Đen Onyx, Tím Cobalt, Vàng Amber, Xám Marble, Xanh Sapphire, Xanh lục Jadeite, Cam cát Sandstone. Và Samsung Galaxy S24 Ultra hiện có bảy màu: Đen Titan, Tím Titan, Vàng Titan, Xám Titan, Xanh dương Titan, Xanh lục Titan, Cam Titan.
Xanh Sapphire, Xanh lục Jadeite, Cam cát Sandstone, Xanh dương Titan, Xanh lục Titan và Cam Titan độc quyền trên samsung.com.
| Galaxy S24 | Galaxy S24                           | Galaxy S24               | Galaxy S24+ | Galaxy S24+                          | Galaxy S24+              | Galaxy S24 Ultra | Galaxy S24 Ultra              | Galaxy S24 Ultra         |
| Màu        | Tên màu                              | Độc quyền mua trực tuyến | Màu         | Tên màu                              | Độc quyền mua trực tuyến | Màu              | Tên màu                       | Độc quyền mua trực tuyến |
|            | Đen Onyx (Onyx Black)                | No                       |             | Đen Onyx (Onyx Black)                | No                       |                  | Đen Titan (Titan Black)       | No                       |
|            | Tím Cobalt (Cobalt Violet)           | No                       |             | Tím Cobalt (Cobalt Violet)           | No                       |                  | Tím Titan (Titanium Violet)   | No                       |
|            | Vàng Amber (Amber Yellow)            | No                       |             | Vàng Amber (Amber Yellow)            | No                       |                  | Vàng Titan (Titan Yellow)     | No                       |
|            | Xám Marble (Marble Gray)             | No                       |             | Xám Marble (Marble Gray)             | No                       |                  | Xám Titan (Titan Gray)        | No                       |
|            | Xanh Sapphire (Sapphire Blue)        | Yes                      |             | Xanh Sapphire (Sapphire Blue)        | Yes                      |                  | Xanh dương Titan (Titan Blue) | Yes                      |
|            | Xanh lục Jadeite (Jade Green)        | Yes                      |             | Xanh lục Jadeite (Jade Green)        | Yes                      |                  | Xanh lục Titan (Titan Green)  | Yes                      |
|            | Cam cát Sandstone (Sandstone Orange) | Yes                      |             | Cam cát Sandstone (Sandstone Orange) | Yes                      |                  | Cam Titan (Titan Orange)      | Yes                      |

## Thông số kỹ thuật

### Phần cứng

#### Chipset
Galaxy S24 Ultra sử dụng chip Qualcomm Snapdragon 8 Gen 3 for Galaxy trên toàn thế giới trong khi đó S24+ và S24 sử dụng chip Qualcomm Snapdragon 8 Gen 3 for Galaxy tại thị trường Mỹ, Canada và Trung Quốc, sử dụng chip Samsung Exynos 2400 cho các thị trường còn lại trên toàn cầu.

#### Màn hình
Galaxy S24 series có màn hình "Dynamic LTPO AMOLED 2X" hỗ trợ HDR10+, độ sáng tối đa 2600 nits và công nghệ "dynamic tone mapping". Tất cả các model đều sử dụng cảm biến vân tay siêu âm trên màn hình. Tốc độ làm tươi thấp nhất là 1 Hz và cao nhất tới 120 Hz.
Galaxy S24 Ultra sử dụng kính Gorilla Glass Armor trên màn hình. Corning tuyên bố loại kính mới này có khả năng phản chiếu kém hơn 75% so với bề mặt kính thông thường.
| Mẫu máy   | Kích thước hiển thị | Độ phân giải | Mật độ điểm ảnh | Tỷ lệ màn hình | Tốc độ làm tươi tối đa | Biến thiên tốc độ làm tươi |
| --------- | ------------------- | ------------ | --------------- | -------------- | ---------------------- | -------------------------- |
| S24       | 6,2 in (157 mm)     | 2340×1080    | ~416 ppi        | 19.5:9         | 120 Hz                 | 1 Hz đến 120 Hz            |
| S24+      | 6,7 in (170 mm)     | 3088×1440    | ~509 ppi        | 19.3:9         | 120 Hz                 | 1 Hz đến 120 Hz            |
| S24 Ultra | 6,8 in (173 mm)     | 3088×1440    | ~501 ppi        | 19.3:9         | 120 Hz                 | 1 Hz đến 120 Hz            |

#### Camera
Galaxy S24 và S24+ có cảm biến rộng 50 MP, cảm biến tele 10 MP và cảm biến siêu rộng 12 MP. S24 Ultra có cảm biến rộng 200 MP, cảm biến tele cận cảnh 50 MP, cảm biến tele 10 MP và cảm biến siêu rộng zoom 5× 12 MP. Camera trước sử dụng cảm biến 12 MP trên cả ba model.
| Mẫu máy                                   | Mẫu máy           | Galaxy S24 & S24+                                            | Galaxy S24 Ultra                                                        |
| ----------------------------------------- | ----------------- | ------------------------------------------------------------ | ----------------------------------------------------------------------- |
| Góc rộng                                  | Thông số kỹ thuật | 50 MP, f/1.8, 23 mm, 1/1.56", Dual Pixel PDAF, OIS           | 200 MP, f/1.7, 23 mm, 1/1.3", PDAF, Laser AF, OIS                       |
| Góc siêu rộng                             | Thông số kỹ thuật | 12 MP, f/2.2, 13 mm, 1/2.55", Dual Pixel PDAF trên S24 Ultra | 12 MP, f/2.2, 13 mm, 1/2.55", Dual Pixel PDAF trên S24 Ultra            |
| Telephoto                                 | Thông số kỹ thuật | 10 MP, f/2.4, 70 mm, 1/3.94", PDAF, OIS, zoom quang học 3x   | 10 MP, f/2.4, 70 mm, 1/3.52", Dual Pixel PDAF, OIS, zoom quang học 3x   |
| Periscope Telephoto (Thấu kính tiềm vọng) | Thông số kỹ thuật | –                                                            | 50 MP, f/3.4, 115 mm, 1/3.52", Dual Pixel PDAF, OIS, zoom quang học 10x |
| Camera trước                              | Thông số kỹ thuật | 12 MP, f/2.2, 25 mm, PDAF                                    | 12 MP, f/2.2, 25 mm, PDAF                                               |

#### Pin
Galaxy S24, S24+ và S24 Ultra lần lượt có pin Li-ion 4.000 mAh, 4.900 mAh và 5.000 mAh

#### Kết nối
Samsung Galaxy S24 và S24+ hỗ trợ kết nối 5G SA/NSA/Sub6, Wi-Fi 6e, và Bluetooth 5.3. Samsung Galaxy S24 Ultra còn hỗ trợ thêm Wi-Fi 7.
Samsung Galaxy S24, S24+ và S24 Ultra hỗ trợ kết nối 5G SA/NSA/Sub6, Wi-Fi 7 và Bluetooth 5.3.

#### Bộ nhớ và lưu trữ
| Mãu máy    | Galaxy S24 | Galaxy S24   | Galaxy S24+ | Galaxy S24+  | Galaxy S24 Ultra | Galaxy S24 Ultra |
| Mãu máy    | RAM        | Bộ nhớ trong | RAM         | Bộ nhớ trong | RAM              | Bộ nhớ trong     |
| ---------- | ---------- | ------------ | ----------- | ------------ | ---------------- | ---------------- |
| Biến thể 1 | 8 GB       | 128 GB       | –           | –            | 12 GB            | 256 GB           |
| Biến thể 2 | 8 GB       | 256 GB       | 12 GB       | 256 GB       | 12 GB            | 512 GB           |
| Biến thể 3 | 12 GB      | 256 GB       | 12 GB       | 512 GB       | 12 GB            | 1 TB             |
| Biến thể 4 | 8 GB       | 512 GB       | –           | –            | -                | -                |

### Phần mềm
Samsung Galaxy S24 series được phát hành chạy sẵn Android 14 với phần mềm One UI 6.1. Chúng đi kèm với 7 năm cập nhật phần mềm và bảo mật.
Chúng sử dụng AI tạo sinh Gemini Nano trên thiết bị của Google, đã được Pixel 8 Pro sử dụng.